# Gran Premio motociclistico dell'Indonesia
Il Gran Premio motociclistico dell'Indonesia è una delle prove del motomondiale.
Questo Gran Premio si disputò nelle stagioni 1996 e 1997, in entrambi i casi sul circuito di Sentul. Dopo le prime due edizioni viene rimosso dal calendario del motomondiale, per poi rientrarvi nel 2022 (dopo oltre 24 anni dalla data dell'ultima edizione), svolgendosi però sul circuito di Mandalika.

## Vincitori
| Anno | Circuito  | classe 125                | classe 250              | classe 500                 | Resoconto |
| ---- | --------- | ------------------------- | ----------------------- | -------------------------- | --------- |
| 1996 | Sentul    | Masaki Tokudome (Aprilia) | Tetsuya Harada (Yamaha) | Michael Doohan (Honda)     | Resoconto |
| 1997 | Sentul    | Valentino Rossi (Aprilia) | Max Biaggi (Honda)      | Tadayuki Okada (Honda)     | Resoconto |
| Anno | Circuito  | Moto3                     | Moto2                   | MotoGP                     | Resoconto |
| 2022 | Mandalika | Dennis Foggia (Honda)     | Somkiat Chantra (Kalex) | Miguel Oliveira (KTM)      | Resoconto |
| 2023 | Mandalika | Diogo Moreira (KTM)       | Pedro Acosta (Kalex)    | Francesco Bagnaia (Ducati) | Resoconto |
| 2024 | Mandalika | David Alonso (CFMoto)     | Arón Canet (Kalex)      | Jorge Martín (Ducati)      | Resoconto |